# Licaria guatemalensis
Licaria guatemalensis är en lagerväxtart som beskrevs av Cyrus Longworth Lundell. Licaria guatemalensis ingår i släktet Licaria och familjen lagerväxter. Inga underarter finns listade i Catalogue of Life.